# Polícia Rodoviária Federal
La Polícia Rodoviária Federal (PRF) és un cos de les forces de seguretat del Brasil, d'abast nacional, encarregat de combatre la delinqüència en les carreteres i autopistes federals del país, així com de controlar el trànsit de vehicles i el transport de mercaderies. Depèn del Ministeri de Justícia del Brasil.
Va ser creada pel President Washington Luiz per mitjà del Decret nº 18.323, de 24 de juliol de 1928, sota la denominació “Policia de les Carreteres”. Pel Decret llei nº 8.463, de 27 de desembre de 1945 ("Llei Joppert"), l'organisme va obtenir la seva denominació actual.

## Galeria d'imatges

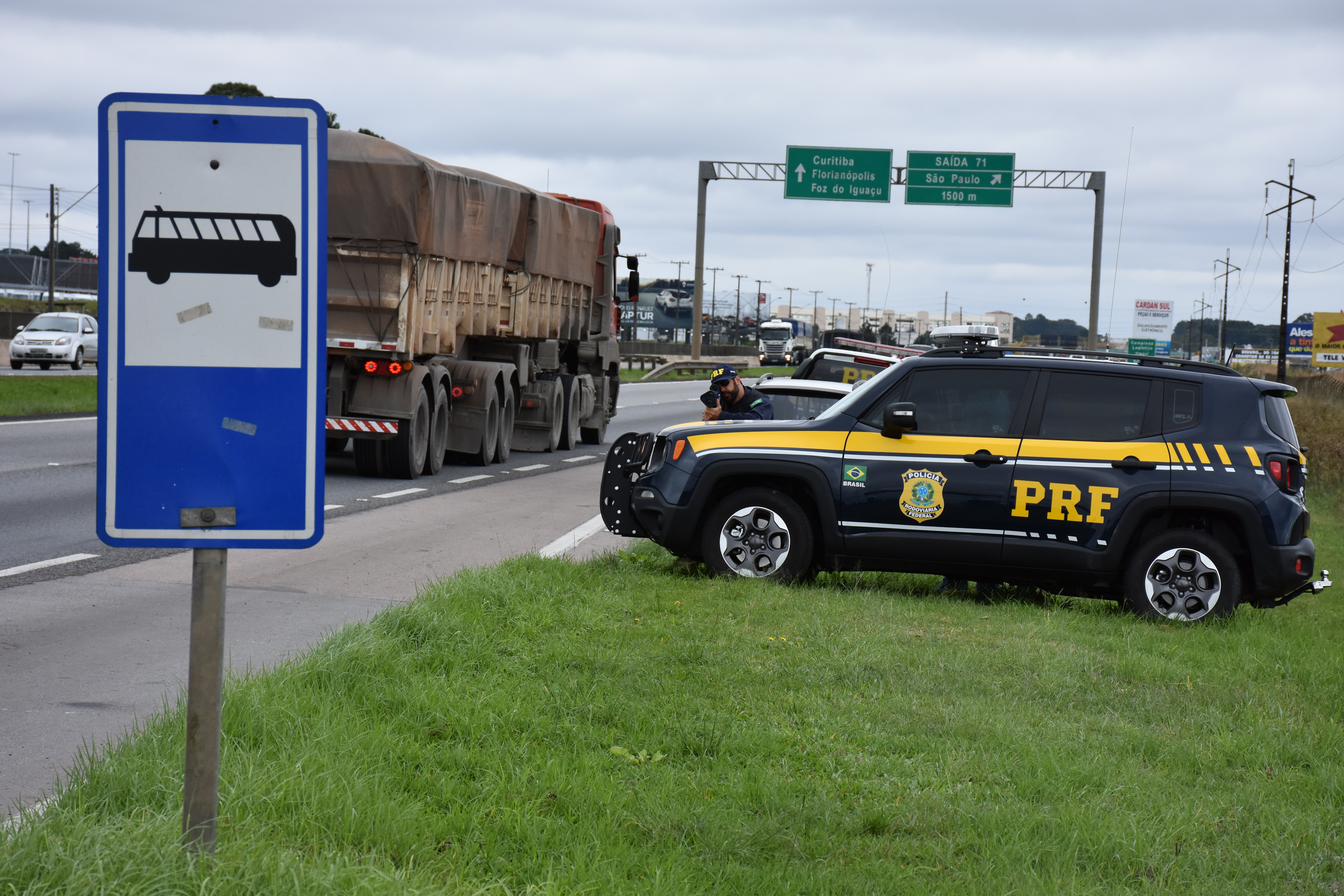
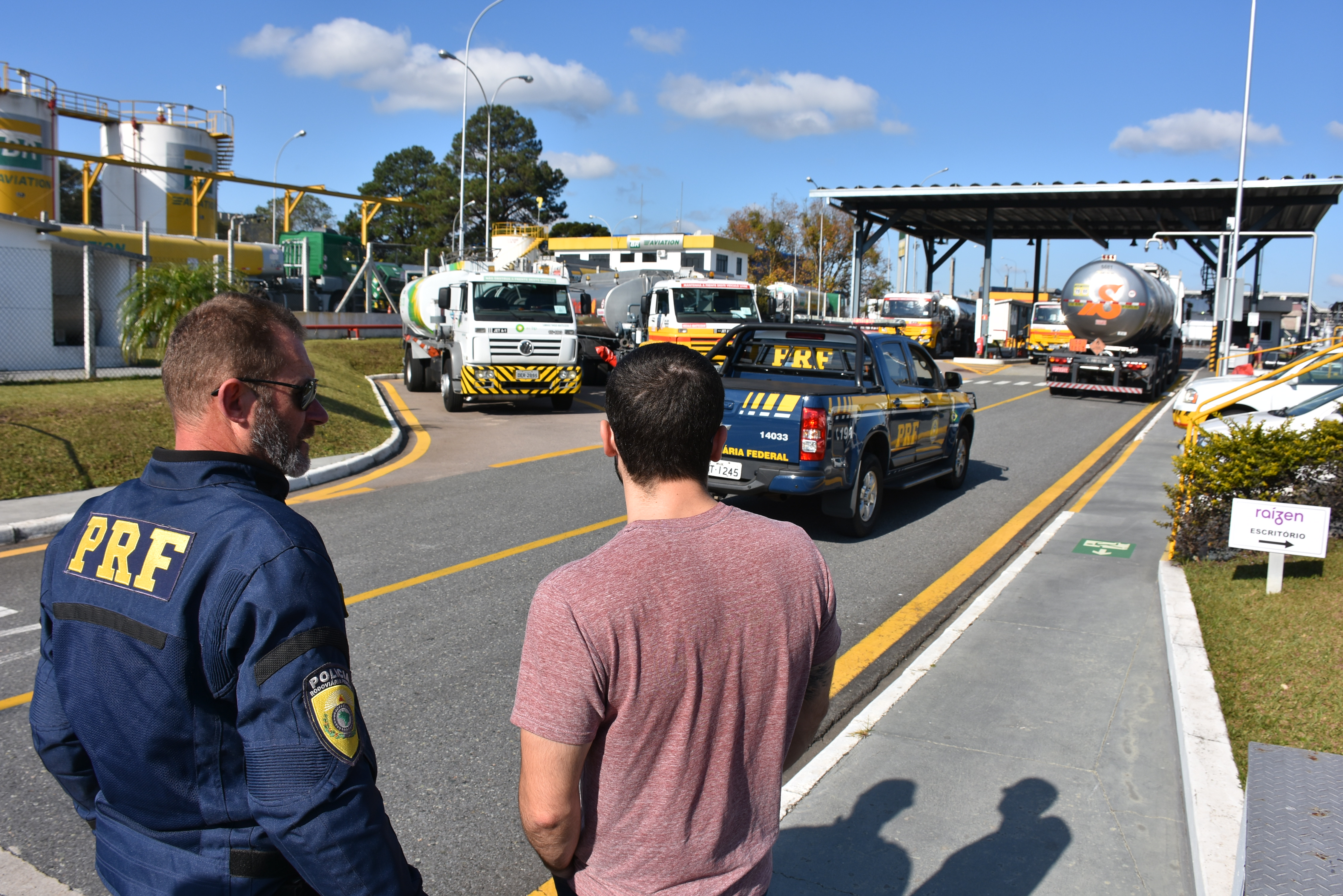
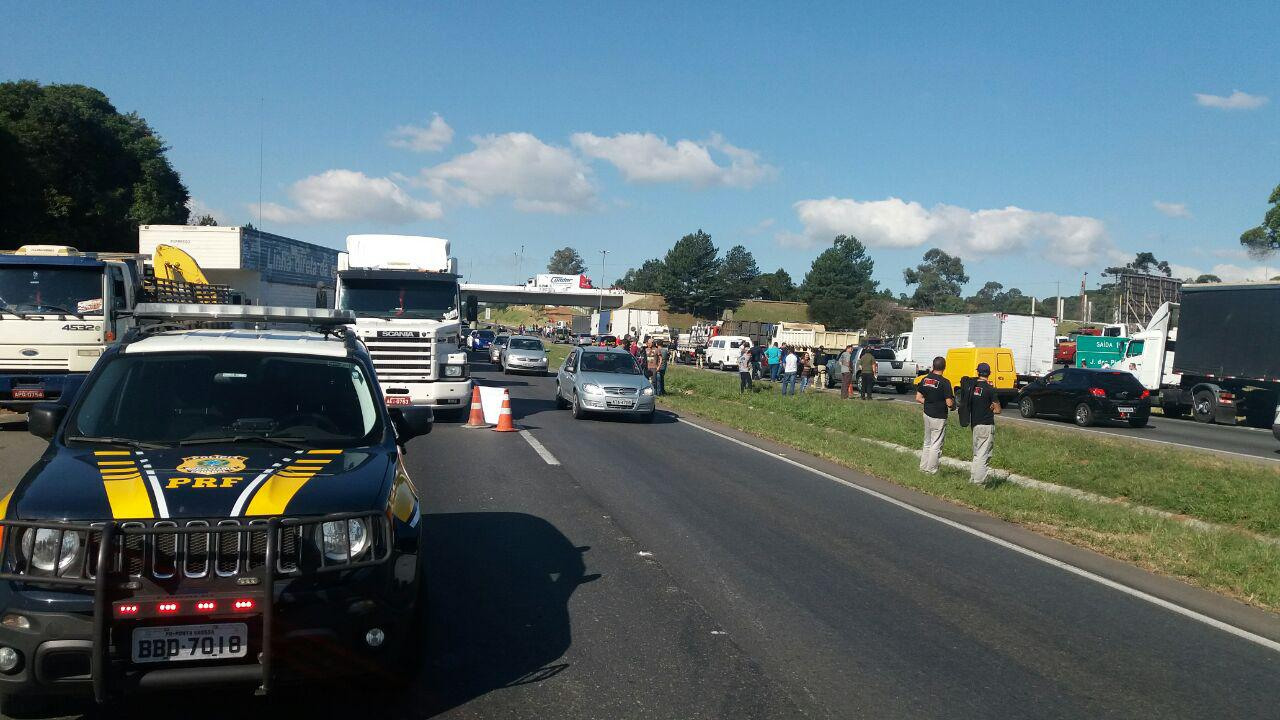
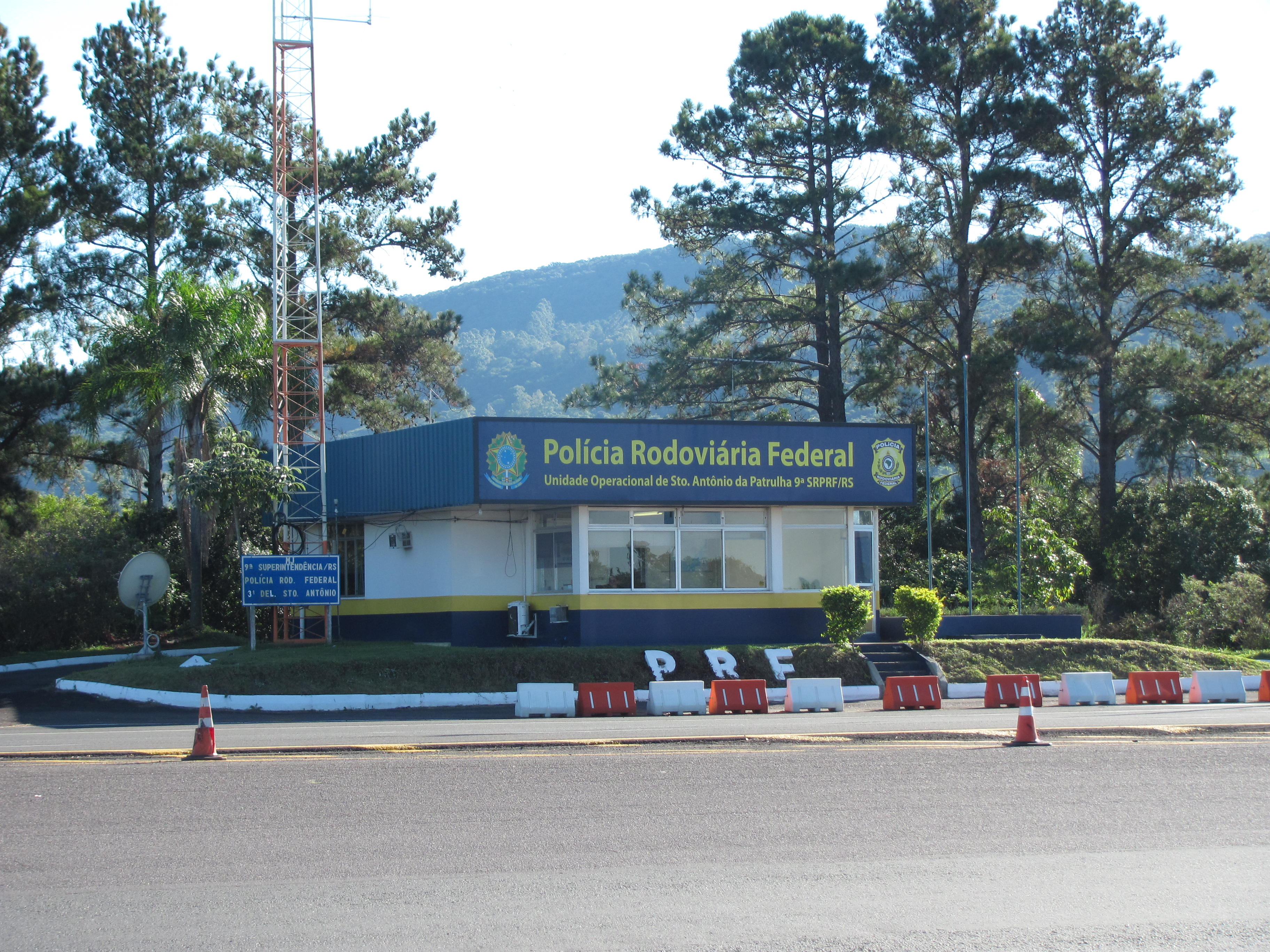
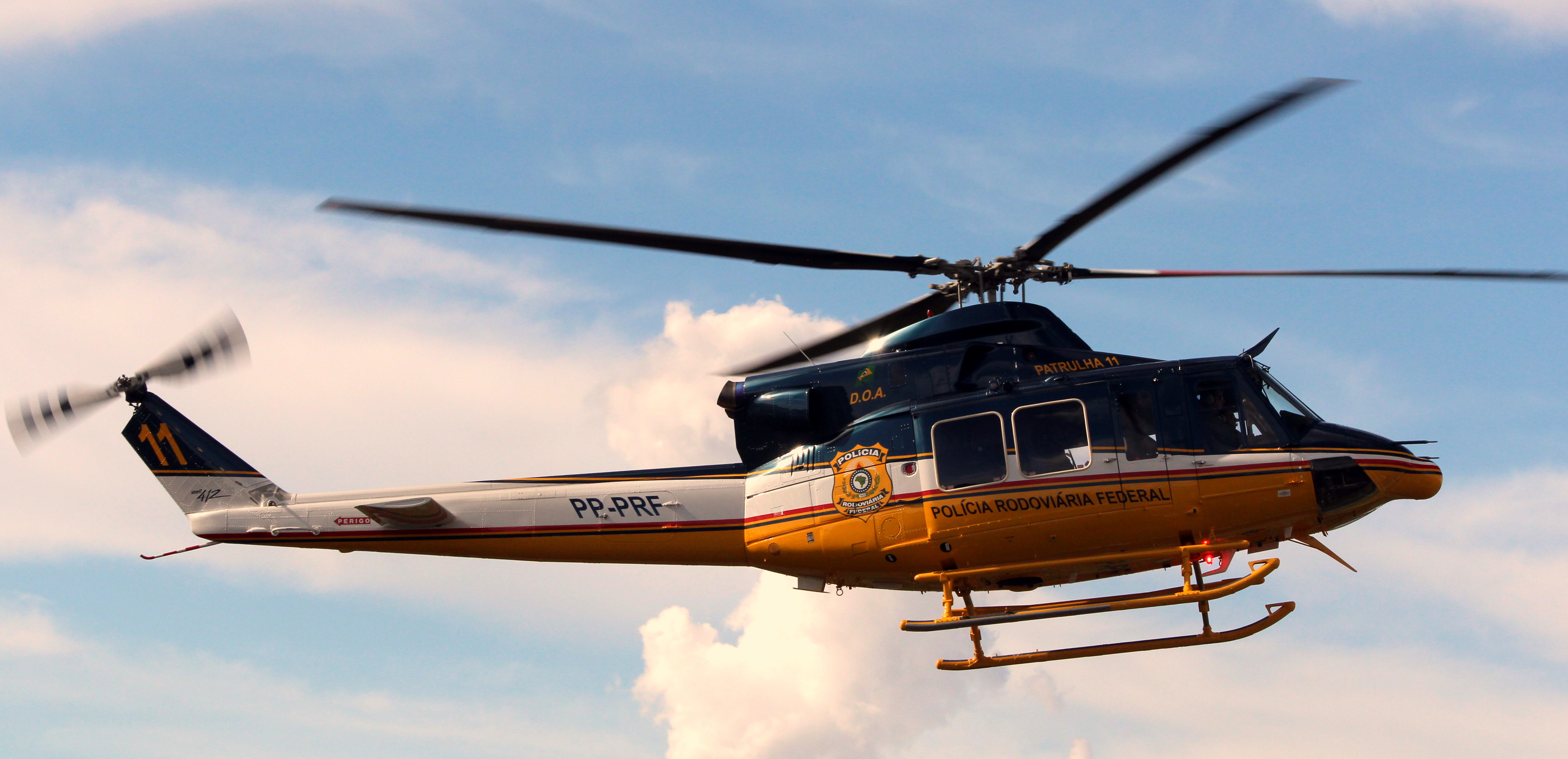
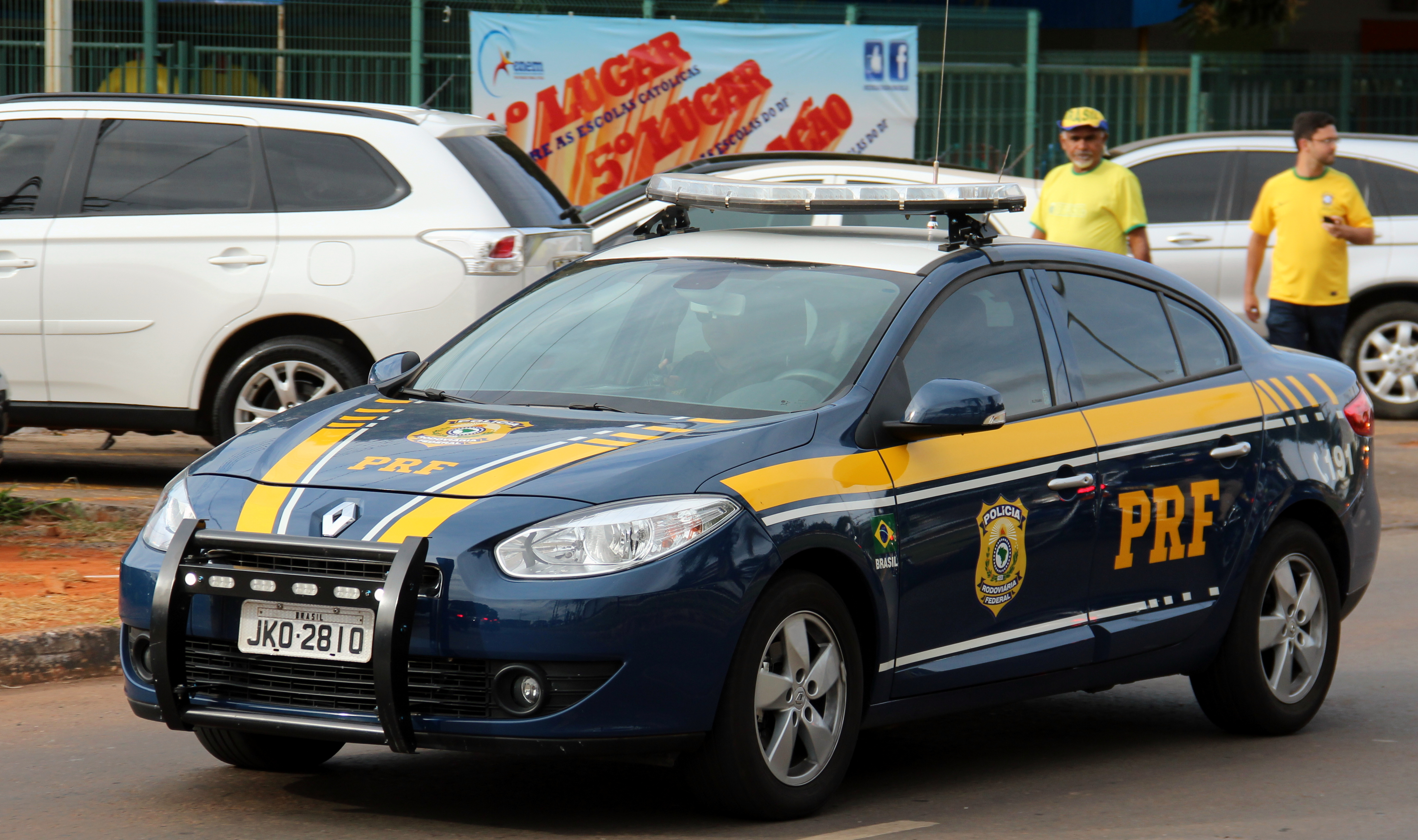